# Eugène Simon
Eugène Louis Simon (París, 30 de abril de 1848 - París, 17 de noviembre de 1924) fue un aracnólogo, entomólogo, ornitólogo y botánico francés.
Estudia ciencias naturales con Henri Milne-Edwards, Claude Bernard y Lacaze-Duthiers, en Universidad de La Sorbona (París - Francia).

## Biografía
Eugène L. Simon nace en la ciudad de París, el 30 de abril de 1848.
Poseyendo una importante fortuna, pudo dedicar su vida a una de sus grandes pasiones la Historia Natural y en particular al estudio de las arañas
A los 16 años de edad comienza a escribir y publica su Histoire naturelle des araignées (Historia Natural de los arácnidos) entre los años 1864.
Estudia en la Universidad de la Sorbona en París donde es discípulo de insignes zoólogos como Henri Milne-Edwards, Claude Bernard y Lacaze-Duthiers. Al graduarse dedicó su vida al estudio de los arácnidos, campo poco desarrollado para su época adicionalmente fue especialista en colibríes, crustáceos, insectos, y hongos.
Simplemente como asociado, posee un escritorio en el Museo Nacional de Historia Natural de Francia, en París. Después de muchos viajes en los que enriqueció sus colecciones, fue presidente de la Sociedad Entomológica (1875) y de la Sociedad de Zoología (1882).
Realizó exploraciones en Francia, Italia (1864), España (1865-1868), Córcega y Marruecos (1869), Túnez y Argelia (1875). Aunque le enviaban especímenes de diversos países, viajaba con frecuencia porque intuía que, por desconocimiento, los coleccionistas aficionados desechaban ejemplares no atractivos, también importantes.
Viajó por Egipto, Suez y Adén (1889-1890), Filipinas (1890-1891), Ceilán (1892) y África del Sur (1893), y publica su trabajo «Sobre los Arácnidos del Yemen» (Annales, de la Sociedad Entomológica de Francia, París, 1890).
Del 26 de diciembre de 1887 al 7 de abril de 1888 estuvo en Venezuela realizando investigaciones en La Guaira, Maiquetía, Caracas, Colonia Tovar, la hacienda El Corozal en la parte norte del Ávila, Puerto Cabello, San Esteban y las orillas del lago de Valencia, con resultados publicados en 36 trabajos, de los cuales 27 se refieren a insectos (Anales, de la Sociedad Entomológica de Francia, París, 1889 y 1891). En ocasiones, lo acompañó Carlos Rojas (hermano de Marco Aurelio y Arístides Rojas), a quien alabó como diligente entomólogo. Con 19 especies de colibríes que obtuvo en San Esteban, inició una de las colecciones más bellas e importantes del mundo. Su Histoire naturelle des trochilidés (1921) lo revela como una autoridad en la materia.
Eugène Simon trabaja considerablemente en esclarecer la taxonomía y describió numerosas nuevas especies. Sus contribuciones taxonómicas incluyen a categorización y nomenclatura de muchas arañas, creó géneros como: Anelosimus, Psellocoptus y Phlogius. Clasificó más de 26 000 arácnidos que donó al Museo de Historia Natural de París en 1918.
Muere en París a la edad de 76 años el 17 de noviembre de 1924.

## Obra
Escribió 328 estudios sobre arácnidos y 2 sobre crustáceos, publicados en:
- Annales de la Sociedad Entomológica de Francia.
- Bulletin de la Sociedad Entomológica de Francia.
- Bulletin de la Sociedad de Zoología de Francia.
- Annales, de la Sociedad Entomológica de Bélgica.
- 1864 “Histoire naturelle des araignées”.
- 1874-1884 “Los arácnidos en Francia”.
- 1877 “Arachnides nouveaux ou peu conmus”. (Annales, de la Sociedad Entomológica de Francia, París,).
- 1880 “Descriptions de genres et espèces de l’ordre des Scorpions. (Annales, de la Sociedad Entomológica de Francia, París,).
- 1886 “Arachnides recueillis en 1882-1883 dans la Patagonie méridionale de Santa Cruz à Punta Arena, par M. E. Lebrun, attaché comme naturaliste à la Mission du Passage de Vénus. (Bulletin de la Société de Zoologie)
- 1889–1891 Como resultado de su viaje a Venezuela publica en 36 trabajos, de los cuales 27 se refieren a insectos (Annales, de la Sociedad Entomológica de Francia, París)
- 1889: “Description de quelques arachnides du Chili et remarques synonymiques sur quelques unes des espèces décrites Par Nicolet” (Investigaciones Zoológicas Chilena)
- 1890 “Sobre los Arácnidos del Yemen” (Annales, de la Sociedad Entomológica de Francia, París,)
- 1892 “Études arachnologiques” (Annales, de la Sociedad Entomológica de Francia, París,)
- 1893 “Anisaedus gaujoni n. sp”. (Annales, de la Sociedad Entomológica de Francia, París,)
- 1902 “Étude sur les Arachinides du Chili”
- 1905 “Note sur la Faune des îles Juan Fernandez”. (Bulletin de la Société Entomologique. París)
- 1921 “Histoire naturelle des trochilidés”

## Honores
- La International Society of Arachnology ofrece el Galardón Simon reconociendo sus logros

### Epónimos
- (Anacardiaceae) Rhus simonii Carrière[1]
- (Araceae) Anthurium simonii Nadruz[2]
- (Asteraceae) Cirsium × simonii Komlodi[3]
- (Caryophyllaceae) Gypsophila simonii Hub.-Mor.[4]

## Abreviatura (zoología)
La abreviatura Simon  se emplea para indicar a Eugène Simon como autoridad en la descripción y taxonomía en zoología.

- La abreviatura «Simon» se emplea para indicar a Eugène Simon como autoridad en la descripción y clasificación científica de los vegetales.[5]